# Italian Hockey League Women 2024-2025
Il Campionato italiano femminile di hockey su ghiaccio 2024-2025, ufficialmente Italian Hockey League Women 2024-2025, è la trentacinquesima edizione di questo torneo, organizzato dalla FISG, l'ottava con l'attuale denominazione.

## Partecipanti
Le squadre iscritte salgono da sette a otto. Confermano la loro presenza tutte le squadre della stagione precedente, con la parziale eccezione della squadra femminile dell'HC Varese che - in seguito ad un accordo con i Devils di Milano - viene sostituita dalle Girls Projects Mastini Devils. Torna ad essere poi presente una squadra torinese (l'ultima era stata il Torino Bulls): si tratta del Real Torino HC, che mancava dalla stagione 2014-2015.
| Dobbiaco F.                          | Trentino-Alto Adige | Dobbiaco (BZ)                       | Palaghiaccio di Dobbiaco                         | ?       |
| EV Bozen Eagles (Campione in carica) | Trentino-Alto Adige | Bolzano (BZ)                        | Palaonda                                         | 7.220   |
| Lakers                               | Trentino-Alto Adige | Egna (BZ)                           | Raiffeisen Arena (Caldaro sulla Strada del Vino) | 1.500   |
| Trentino Women                       | Trentino-Alto Adige | Cavalese (TN)                       | Palazzetto del Ghiaccio di Cavalese              | 2.300   |
| Zoldo F.                             | Veneto              | Val di Zoldo (BL)                   | Palazzo del ghiaccio Forno di Zoldo              | ?       |
| Piemont Rebelles                     | Piemonte            | Pinerolo (TO)                       | Stadio Olimpico                                  | ?       |
| Real Torino F.                       | Piemonte            | Torino (TO)                         | PalaTazzoli                                      | 2.290   |
| Varese F.                            | Lombardia           | Varese (VA) Sesto San Giovanni (MI) | Acinque Ice Arena PalaSesto                      | 1.100 ? |

## Formula
Con l'aumento delle squadre è cambiata anche la formula. È rimasta invariata la prima fase della regular season, con la disputa di un girone di andata e ritorno tra tutte le squadre. 
La federazione decise invece di abolire la seconda fase, sostituendola con una fase di pre-play-off: le squadre che al termine della regular season si saranno classificate alle prime due posizioni, si qualificheranno direttamente alle semifinali play-off. Le squadre clasificate in settima e ottava posizione, saranno eliminate. Le restanti quattro squadre si qualificano ai pre playoff, da disputare con serie al meglio dei tre incontri.
Anche semifinali e finali (sia per il primo che per il terzo posto) si giocheranno con serie al meglio dei tre incontri.

## Regular season

### Classifica
|    |                  |       |    |    |     |     |    |     |    |
|    | Squadre          | Punti | PG | V  | VOT | POT | P  | GF  | GS |
| 1. | EV Bozen Eagles  | 36    | 14 | 12 | 0   | 0   | 2  | 105 | 19 |
| 2. | Zoldo F.         | 33    | 14 | 10 | 1   | 1   | 2  | 69  | 39 |
| 3. | Trentino Women   | 28    | 14 | 9  | 0   | 1   | 4  | 53  | 46 |
| 4. | Lakers           | 27    | 14 | 9  | 0   | 0   | 5  | 74  | 41 |
| 5. | Real Torino F.   | 21    | 14 | 5  | 3   | 0   | 6  | 30  | 37 |
| 6. | Dobbiaco F.      | 12    | 14 | 3  | 1   | 1   | 9  | 39  | 81 |
| 7. | Piemont Rebelles | 11    | 14 | 3  | 0   | 2   | 9  | 36  | 62 |
| 8. | Mastini Devils   | 0     | 14 | 0  | 0   | 0   | 14 | 9   | 90 |

Legenda:
      Ammesse alle semifinali play-off
      Ammesse al pre play-off
Note:
Tre punti a vittoria, due punti a vittoria dopo overtime o rigori, un punto a sconfitta dopo overtime o rigori, zero a sconfitta.

## Play-off

### Tabellone
|  | Pre-playoff | Pre-playoff    | Pre-playoff    | Pre-playoff | Pre-playoff |  |  | Semifinali | Semifinali      | Semifinali      | Semifinali | Semifinali |   |   | Finale          | Finale          | Finale          | Finale          | Finale          |  |
|  |             |                |                |             |             |  |  |            |                 |                 |            |            |   |   |                 |                 |                 |                 |                 |  |
|  |             |                |                |             |             |  |  | 1          | EV Bozen Eagles | EV Bozen Eagles | 4          | 11         |   |   |                 |                 |                 |                 |                 |  |
|  | 4           | Lakers         | Lakers         | 4           | 4           |  |  | 4          | Lakers          | Lakers          | 3          | 3          |   |   |                 |                 |                 |                 |                 |  |
|  | 5           | Real Torino F. | Real Torino F. | 1           | 1           |  |  |            |                 |                 |            |            |   |   | 1               | EV Bozen Eagles | 0               | 9               | 3               |  |
|  |             |                |                |             |             |  |  |            |                 | 2               | Zoldo F.   | 5*         | 1 | 0 |                 |                 |                 |                 |                 |  |
|  |             |                |                |             |             |  |  | 2          | Zoldo F.        | 3‡              | 1          | 3‡         |   |   |                 |                 |                 |                 |                 |  |
|  | 3           | Trentino Women | Trentino Women | 1           | 8           |  |  | 3          | Trentino Women  | 2               | 2          | 2          |   |   |                 |                 |                 |                 |                 |  |
|  | 6           | Dobbiaco F.    | Dobbiaco F.    | 0           | 1           |  |  |            |                 |                 |            |            |   |   | Finale 3º posto | Finale 3º posto | Finale 3º posto | Finale 3º posto | Finale 3º posto |  |
|  |             |                |                |             |             |  |  |            |                 |                 |            |            |   |   |                 |                 |                 |                 |                 |  |
|  |             |                |                |             |             |  |  |            |                 |                 |            |            |   |   | 4               | Lakers          | Lakers          | 2               | 6               |  |
|  |             |                |                |             |             |  |  |            |                 |                 |            |            |   |   | 3               | Trentino Women  | Trentino Women  | 1               | 0               |  |

Legenda: †= terminata ai tempi supplementari; ‡= terminata ai tiri di rigore; * = a tavolino

### Incontri

#### Pre-playoff

##### Gara 1
| Arbitri: | Andreas Bicciato Gabriel Farkas |

|               |           |  |
| Labruna 44:12 | Marcatori |  |

| Arbitri: | Werner Peter Burger Antonio Daprà |

|                                                                   |           |                |
| Fortino 2:29 Tutino (Prossliner) 18:36 Fortino 23:50 Tutino 36:24 | Marcatori | 19:14 Gillette |

##### Gara 2
| Arbitri: | Achille Barbierato Richard Mair |

|                |           | |
| S. Glira 21:52 | Marcatori | 0:43 Kristo (Weber) 12:17 Labruna (Pisetta) 14:33 Weber (Harney, Kristo) 17:40 Labruna 41:48 Labruna (Weber) 45:44 Labruna (Weber) 52:40 Labruna (Pisetta) 57:33 Labruna (Lauton) |

| Arbitri: | Willy Vinicio Volcan Aleksandr Petrov |

|                                      |           | |
| V. Trombetta (Rossi, Esposito) 16:03 | Marcatori | 31:33 Fortino (Perathoner) 34:04 B. Larger (Fortino) 36:01 Fortino (T. Larger) 47:24 Fortino (Engele, Perathoner) |

#### Semifinali

##### Gara 1
| Arbitro: | Stefano Ricco |

| |           |                                                                                   |
| Della Rovere (Bonafini, Guerriero) 2:31 Bonafini (Della Rovere, Guerriero) 42:44 Kaneppele (Callovini) 52:51 Della Rovere (Guerriero, Kaneppele) 57:26 | Marcatori | 3:12 Gallmetzer (Fortino, Tutino) 15:31 Fortino (Tutino, Perathoner) 16:44 Tutino |

| Arbitro: | Thomas Formaioni |

|                                        |                |                                    |
| Dal Pont (Croce) 9:12 De Bortoli 23:06 | Marcatori      | 6:41 Vigoreni (Weber) 37:47 Kristo |
|                                        | Shootout 2 – 1 |                                    |

##### Gara 2
| Arbitro: | Chiara Iori |

|                                                                                            |           | |
| Engele (Tutino, Rohregger) 8:30 Fortino (Tutino, T. Larger) 34:39 Tutino (Rohregger) 52:43 | Marcatori | 6:04 Reyes (Pierri, Giuliani) 10:46 Pierri (Cereghini, Bedont) 22:30 Reyes (Cereghini, Bonafini) 24:49 Cereghini (Reyes, Pierri) 37:29 Pierri (Giuliani, Cereghini) 38:08 Kaneppele (Bonafini, Leimgruber) 39:12 Cereghini (Reyes, Nobile) 41:14 Reyes (Bonafini, Leimgruber) 48:35 Cereghini (Callovini, Bedont) 53:23 Reyes (Todesco) 57:12 Pierri (Callovini, Giuliani) |

| Arbitro: | Paolo Brondi |

|                             |           |                          |
| Labruna 20:46 Labruna 22:57 | Marcatori | 28:03 Toffano (De Rocco) |

##### Gara 3
| Arbitro: | Thomas Formaioni |

|                                        |                |                                    |
| Dal Pont (Croce) 9:12 De Bortoli 23:06 | Marcatori      | 6:41 Vigoreni (Weber) 37:47 Kristo |
|                                        | Shootout 2 – 1 |                                    |

#### Finale 3º/4º posto

##### Gara 1
| Arbitro: | Simone Soraperra |

|                       |           |                                                                        |
| Weber (Pisetta) 44:00 | Marcatori | 1:23 B. Larger (T. Larger, Gruber) 1:23 B. Larger (T. Larger, Fortino) |

##### Gara 2
| Arbitro: | Chiara Iori |

| |           |  |
| Tutino (Fortino, Ronin) 8:03 T. Larger (B. Larger) 10:38 B. Larger (Fortino) 13:36 Perathoner (Passarella) 27:02 Ronin (B. Larger) 34:55 Perathoner (B. Larger, Fortino) 56:40 | Marcatori |  |

#### Finale

##### Gara 1
Gara 1 della serie di finale non è stata disputata, perché le Eagles si sono presentate sul ghiaccio con sole quattro giocatrici (il minimo regolamentare è di cinque giocatrici di movimento più un portiere). La situazione derivava dal fitto calendario delle bolzanine, che nello stesso fine settimana erano impegnate anche nei quarti di finale della EWHL 2024-2025. Con l'andata di EWHL da disputarsi sabato 8 marzo nel tardo pomeriggio, il ritorno il giorno successivo al mattino e gara 1 della finale scudetto nella serata di domenica, la squadra altoatesina avrebbe dovuto disputare tre gare in 24 ore. Le Eagles proposero di anticipare la gara di campionato al 6 marzo, ma lo Zoldo non accettò. La FISG, inoltre, decise di non autorizzare le bolzanine a disputare la prima gara di finale perché non erano trascorse quindici ore dal precedente incontro, come previsto dai regolamenti nazionali. Le Eagles, pur contestando questa interpretazione per via del fatto che la EWHL non rientra sotto l'egida della federazione nazionale, scelse di perdere a tavolino per non rischiare squalifiche alle proprie giocatrici. Il giudice sportivo decretò la vittoria dello Zoldo per 5-0.
| Bolzano 9 marzo 2025, ore 19.30 | EV Bozen Eagles | 0 – 5 (a tavolino) referto | Zoldo F. | Sparkasse Arena\| Arbitro: \| Alessio Bedana \| |
| Arbitro:                        | Alessio Bedana  |                            |          |                                                 |

##### Gara 2
| Arbitro: | Cristiano Biacoli |

|                                |           | |
| Palatini (Campo Bagatin) 25:20 | Marcatori | 3:19 Guerriero (Reyes, Cereghini) 7:25 Reyes (Guerriero) 22:56 Cereghini (Della Rovere) 29:02 Guerriero (Della Rovere) 39:10 Reyes (Kaneppele) 45:22 Della Rovere (Reyes) 48:32 Reyes (Della Rovere) 52:02 Bonafini (Reyes, Della Rovere) 55:48 Della Rovere |

##### Gara 3
| Arbitro: | Chiara Iori |

|                                                                                  |           |  |
| Bedont 27:27 Todesco (Bonafini, Reyes) 37:18 Kaneppele (Cereghini, Pierri) 42:06 | Marcatori |  |

## Squadra campione d'Italia
| EV Bozen Eagles (14º titolo) | Portieri: Daniela Klotz, Martina Marangoni, Ilaria Girardi Difensori: Maddalena Bedont, Anna Bertoluzzo, Emma Cereghini, Kristen Guerriero, Amy Leimgruber, Eliana Nobile, Jacqueline Pierri (C), Emma Rindone Attaccanti: Eleonora Bonafini, Emily Grace Bozzi, Anna Callovini, Kristin Della Rovere, Annalisa Giuliani, Sara Kaneppele, Justine Reyes, Giorgia Todesco, Nicole Varesco, Alessandra Weber Allenatore: Stefano Daprà |